# Ataksja
Ataksja, niezborność ruchów (gr. ἀταξία ataxiā, łac. ataxia) – zespół objawów określających zaburzenia koordynacji ruchowej ciała. Stanowi jedną z manifestacji wielu chorób ośrodkowego układu nerwowego. Jej istota polega na nieprawidłowym współdziałaniu mięśni agonistów i antagonistów w zakresie ich synchronii i regulacji napięcia mięśniowego. Ataksja przejawiać się może nieprawidłowościami chodu (chód chwiejny, na szerszej podstawie), niezgrabnością ruchów kończyn górnych szczególnie przy próbie wykonania określonych czynności oraz zaburzeniami wykonywania szybkich ruchów naprzemiennych (adiadochokineza).
Ataksja może być skutkiem:
- uszkodzenia głównego narządu koordynacji ruchowej – móżdżku;
- uszkodzenia połączeń móżdżku z rdzeniem przedłużonym, ośrodkami podkorowymi i korowymi mózgowia (konary móżdżku);
- uszkodzenia płatów czołowych;
- uszkodzenia sznurów tylnych rdzenia kręgowego, przenoszących wrażenia czucia głębokiego i wibracji.

Ataksja może być spowodowana przez niektóre choroby wrodzone (np. ataksję Friedreicha, zespół Retta, ataksję rdzeniowo-móżdżkową), infekcje wirusowe (np. różyczkę, zapalenie mózgu o innej etiologii), nabyte zmiany ogniskowe w obrębie ośrodkowego układu nerwowego i rdzenia kręgowego (np. ropnia mózgu, udar, guza mózgu), choroby zwyrodnieniowe (chorobę Creutzfeldta-Jakoba (CJD), zespół Gerstmanna-Strausslera-Scheinkera (GSS), zwyrodnienie wieloukładowe (MSA), zanik jądra zębatego, jądra czerwiennego, gałki bladej i jądra niskowzgórzowego (DRPLA)) lub różne substancje toksyczne, m.in.: alkohol, substancje psychoaktywne, niektóre leki (np. fluwoksamina) oraz metale ciężkie.